# Domenico Reina
Domenico Reina (Lugano, 14 luglio 1796 – Milano, 29 luglio 1843) è stato un tenore svizzero.

## Biografia
Ticinese, Reina studiò a Milano e fece il suo debutto operistico nel 1820. Poco dopo entrò nella compagnia di John Ebers al King's Theatre di Haymarket e nel 1823 cantò nelle prime messe in scena londinesi delle opere di Gioachino Rossini Ricciardo e Zoraide, La donna del lago e Matilde di Shabran.
Reina tornò poi in Italia per esibirsi a Roma, Venezia, Torino, Bologna, Parma e Livorno. 
Al Teatro Regio di Parma nel 1829 è Amenofi in Moïse et Pharaon.
Fu primo interprete di numerose prime per Gaetano Donizetti, Vincenzo Bellini, Saverio Mercadante, Carlo Coccia, Giacomo Cordella, Giuseppe Lillo, Giovanni Pacini, Cesare Pugni, Luigi Ricci.
In altre opere di Bellini sostenne i seguenti ruoli: Pollione (Norma), Elvino (La sonnambula), Tebaldo (I Capuleti e i Montecchi) e Orombello (Beatrice di Tenda). I suoi ruoli per Donizetti includono quelli di protagonista in Roberto Devereux, di Riccardo Percy (Anna Bolena), Alamiro (Belisario) e Fernando (Marin Faliero). Nelle opere di Rossini cantò anche nella parte di Almaviva nel Barbiere di Siviglia, nelle parti principali di Otello e Maometto II, come Antenore in Zelmira, Idreno in Semiramide, Osiride nel Mosè in Egitto e Norfolk in Elisabetta, Regina d'Inghilterra. Per altri compositori interpretò Comingio in Adelaide e Comingio, Appio Diomede ne L'ultimo giorno di Pompei e Furio nel Furio Camillo di Pacini; Medoro nel Ser Marcantonio di Stefano Pavesi e Pisani ne Il bravo di Mercadante.

## Ruoli creati
- Arturo ne La straniera di Bellini (14 febbraio 1829, Milano)
- Annibale in Annibale in Torino di Ricci (26 dicembre 1830, Torino)
- Conte Ermanno ne La neve di Ricci (21 giugno 1831, Milano)
- Lord Hamilton in Enrico di Monfort di Coccia (12 novembre, 1831, Milano)
- Briano di Boisguilbert in Ivanhoe di Pacini (19 marzo 1832, Venezia)
- Enrico in Caterina di Guisa di Coccia (14 febbraio 1833, Milano)
- Il Duca di Nottingham ne Il conte di Essex di Mercadante (10 marzo 1833, Milano)
- Il ruolo del titolo in Fernando Duca di Valenza di Pacini (30 maggio 1833, Napoli)
- Gualtiero in Irene, ossia l'assedio di Messina di Pacini (30 novembre 1833, Napoli)
- Oliviero ne La figlia dell'arciere di Coccia (12 gennaio 1834, Napoli)
- Aroldo in Uggero il danese di Mercadante (11 agosto 1834, Bergamo)
- Arturo ne La gioventù di Enrico V di Mercadante (25 novembre 1834, Milano)
- Tamas in Gemma di Vergy di Donizetti (24 dicembre 1834, Milano)
- Roberto Leicester in Maria Stuarda di Donizetti (30 dicembre 1835, Milano)
- Lord Guilford in Giovanna Gray di Vaccaj (23 febbraio 1836, Milano)
- Decio ne La Vestale di Mercadante (10 marzo 1840, Napoli)
- Il Marchese Giovanni Monaldeschi in Cristina di Svezia di Lillo (21 gennaio 1841, Napoli)